# Церковь Покрова Пресвятой Богородицы (Волковское)
Церковь Покрова Пресвятой Богородицы — православный храм в городе Каменск-Уральский в Свердловской области.
Постановлением Правительства Свердловской области № 859-ПП от 28 декабря 2001 года присвоен статус памятника архитектуры регионального значения.

## История
Первый, деревянный, храм был выкуплен из села Травянское и поставлен 1849 году. До начала XX века здание несколько раз капитально ремонтировалось и позднее было принято решение строить капитальный храм.
Была поставлена новая каменная однопрестольная церковь. Здание расположено в юго-восточной части города, на момент строительства это было село Волково (сейчас микрорайон). Здание возводилось в 1914—1916 годах к столетию победы и в честь воинов, павших в Отечественной войне 1812 года. Освящена в 1916 году. Одним из первых служителей был Евгений Ландышев, он же и был арестован в 1917 году: «о. Евгений является издателем справочной книжки для священников, в которой дает инструкции, как бороться с социализмом, а также критикует Бебеля».
Богослужения были прекращены в 1936 году. Здание использовалось как зерновой склад. По решению Совета по делам религий при Совете Министров СССР церковь вновь возвращена верующим в 1987 году. За это время церковь пришла в запустении и была почти разрушена. С 1988 года идёт восстановление, возвращены на свои места купола и позолоченные кресты, восстанавливается роспись интерьеров. Идут регулярные богослужения, 2 апреля 1988 года храм был освящён архиепископом Свердловским и Курганским Мелхиседеком.
При храме работает воскресная церковно-приходская школа для детей, имеется библиотека.